# Guerre urbaine dans la Comuna 13 de Medellín (2001-2003)
Conflit armé interne colombien
Épisode particulièrement âpre du Conflit armé interne colombien, une véritable guerre urbaine a ravagé la Comuna Trece (13e arrondissement) de Medellín de 2001 à 2003.
Elle oppose les guérillas ou milices populaires des FARC (Fuerzas Armadas Revolucionarias de Colombia : Forces armées révolutionnaires de Colombie), de l’ELN (Ejército de Liberación Nacional : Armée de libération nationale) et des CAP (Comandos Armados del Pueblo : Commandos armés du peuple) aux paramilitaires ou paracos des AUC (Autodefensas Unidas de Colombia : Autodéfenses unies de Colombie), aux corps de police et à la 4e brigade de l’armée colombienne, et atteint son paroxysme avec les opérations Mariscal et Orión en mai et octobre 2002.

## Contexte

### Medellín
Medellín est la deuxième commune (municipio) de Colombie (166 266 habitants en 1938, 2 223 078 en 2005, 2 569 007 habitants estimés en 2020) et la deuxième área metropolitana (correspondant approximativement à l’unité urbaine, ou agglomération) : 3 312 165 habitants en 2005, et 3 723 455 habitants estimés en 2018. Elle comporte seize comunas (arrondissements urbains) et cinq corregimientos (arrondissements ruraux).
La croissance rapide de Medellín repose alors sur trois causes : natalité, exode rural, et déplacements dus au conflit armé (15 000 personnes en 2001).
L’implantation des narcotrafiquants, comme le cartel de Medellín de Pablo Escobar, s’est traduite par une violence sauvage à la fin du XXe siècle. Le taux d’homicides monte en flèche à Medellín de 1984 (environ 50 homicides pour 100 000 habitants) à 370 en 1992. Il baisse ensuite rapidement à 160 en 1998, étiage auquel il était stabilisé en 2000.
L’essentiel de ces homicides est le fait de règlements de comptes et d’agressions. Si la violence de l’époque est accrue par l’impact du conflit armé, celui-ci est donc loin d’en être la cause principale.

### La Comuna 13
La Comuna 13, celle de San Javier, est située à l’ouest du cœur de la ville : elle comptait 138 790 habitants en 2005, et 140 758 habitants estimés en 2020. Sa population explose à partir des années 1950 comme celle de Medellín, pour se stabiliser ensuite depuis les années 2000.

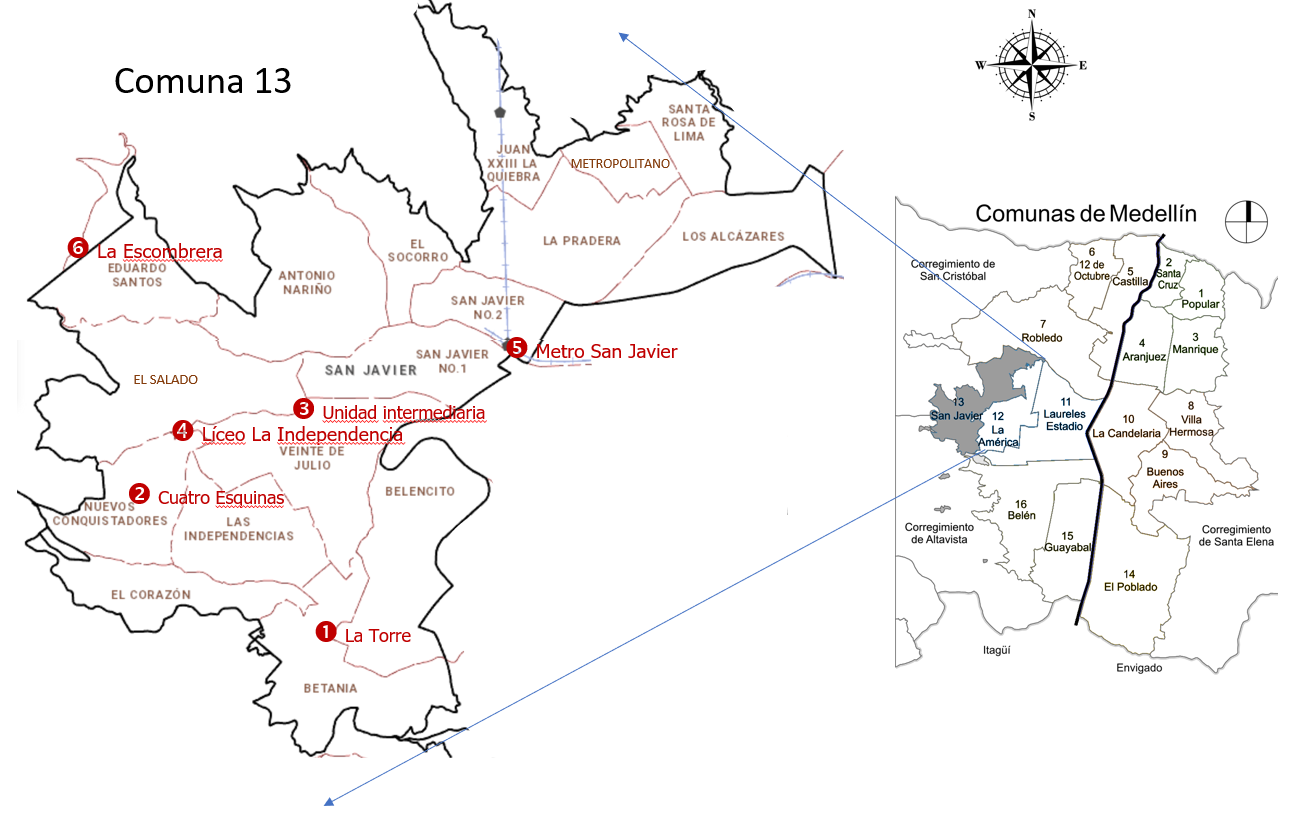
Les quartiers de la Comuna 13 et quelques points-clés de la guerre urbaine

Depuis l’arrivée du métro en 1996 (station San Javier), son centre commerçant est plutôt occupé par les classes moyennes ; il est entouré de collines escarpées de peuplement pauvre, voire marginalisé. Si elles comportent quelques noyaux de peuplement anciens, comme El Salado, peuplé depuis la fin du XVIIIe siècle , pour y exploiter des mines de sel (d'où son nom : « Le Salé »), l’habitat y est le plus souvent issu d’invasiones (bidonvilles), dont certaines subsistent toujours. L'apparition des invasiones des hauts de El Salado, de Nuevos conquistadores et de Las Independencias 1, 2 et 3 est ainsi récente et datée : de 1978 à 1981.
En 2002, 97,5 % de la Comuna 13 est classée en estrato (« strate » : classement de 1 à 6 des zones habitées selon le niveau social) 1 ou 2 (les plus pauvres), et c’est la zone de Medellín comportant le plus de chômage.
Comme dans les autres quartiers périphériques de la ville, les frontières invisibles entre quartiers y sont longtemps restées une réalité : les bandes rivales se côtoyaient à San Javier, mais entre les quartiers on ne franchissait une « frontière » que, littéralement, au péril de sa vie. La violence y est alors endémique : agressions, racket, « séquestrations express », sans qu’on sache toujours quelle part y prennent les groupes de miliciens, de voyous, de narcotrafiquants et de paramilitaires.
Mais contrairement à la mauvaise réputation faite à la Comuna 13, les homicides y sont à cette époque en dessous de la moyenne de la ville (11e sur 16) : la violence est plus aiguë dans les 7 comunas du nord-est et du centre-est de la ville.

### Le conflit armé
La guerre urbaine de la Comuna 13, dont en particulier l’opération Orión, est un épisode du Conflicto armado interno (Conflit armé interne) colombien qui, des années 1960 jusqu’à la paix de 2016, et au-delà, oppose les guérillas d’extrême gauche aux groupes paramilitaires et à la force publique (armée et polices), non sans relation avec les cartels et organisations de narcotrafiquants, les uns et les autres pouvant nouer des alliances au gré de leur intérêt. Cette période succède à celle de La Violencia (la Violence – de 1948 â la fin des années 1950) et fait 220 000 morts pour les seules années de 1958 à 2012.
Un des effets majeurs du conflit armé est le déplacement massif des populations au gré des affrontements : le Centro de Monitoreo de Desplazamiento Interno (Centre de suivi des déplacements internes) évalue à 7 800 000 le nombre de personnes déplacées en Colombie, soit plus que dans n’importe quel autre pays, en guerre ou non. Entre 1995 et 2009, la Comuna 13 accueille 7 475 personnes déplacées des seuls départements d’Antioquia et de Choco. L’ELN coordonne par exemple l’installation d’une invasión pour des centaines de familles dans le haut de El Salado au milieu des années 1990.
La guerre urbaine qui apparaît à cette époque est largement une délocalisation de celle qui sévit dans les zones rurales.

### La présidence Uribe
Traditionnellement très conservatrice sur le plan politique et très inégalitaire sur le plan social, la société colombienne laisse peu d’espace politique aux mouvements progressistes légaux, mais se montre peu encline à négocier avec ceux qui ne voient ou ne veulent d’issue que dans la lutte armée. La Colombie est d’ailleurs le seul pays d’Amérique latine à n’avoir jamais basculé à gauche depuis 2000.

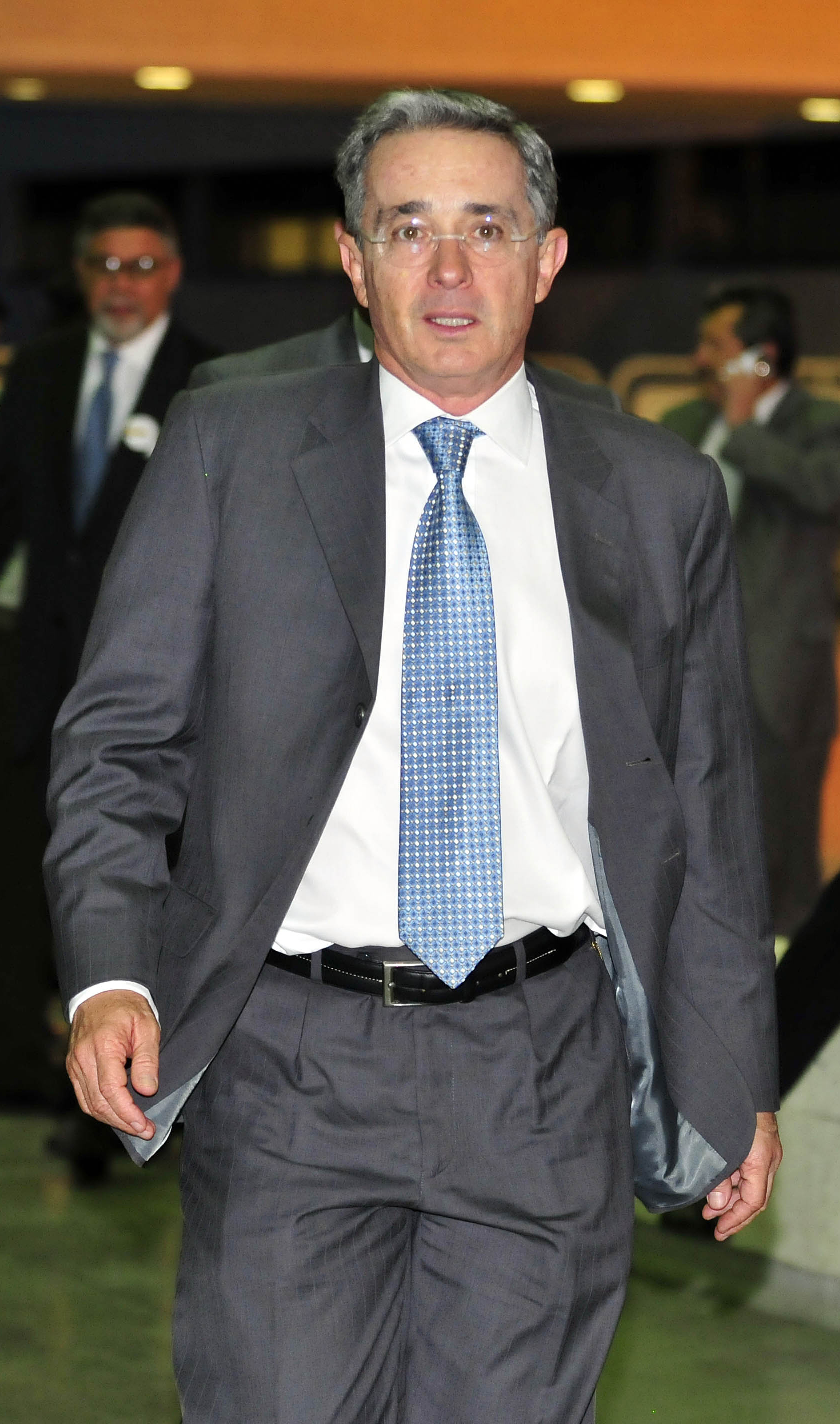
Álvaro Uribe Velez, 57e président de Colombie

Or, depuis 2000, monte en puissance Álvaro Uribe Vélez, ancien gouverneur du département d'Antioquia, qui fonde sa stratégie politique sur un anticommunisme viscéral et sur la mise en œuvre d’une solution militaire définitive au conflit. Cette stratégie fonctionne alors : le 26 mai 2002, il est élu dès le premier tour à la présidence avec 54,5 % des voix.
Les liens d’Álvaro Uribe et de son frère Santiago avec les paramilitaires font l’objet de plusieurs investigations judiciaires, parfois agrémentées de détention, les intéressés niant quant à eux toute implication.

## Les grandes étapes du conflit
L’histoire des conflits politico-militaires de la Comuna 13 peut se résumer dans les grandes étapes suivantes :
– Avant 1985 : la Comuna 13, où les pouvoirs publics sont peu présents, encore largement occupée par les invasiones, est disputée par des bandes rivales de narcotrafiquants et de voyous ;
– De 1985 à 2000 : les miliciens nettoient la Comuna des mafieux et imposent leur loi ;
– De 2001 à 2003 : la guerre urbaine voit leur suprématie contestée par la force publique et les paramilitaires, à qui l’État laisse le contrôle du territoire repris aux milices après l'opération Orión ;
– De 2004 à 2007, le conflit s’éteint après le repli de la guérilla et la démobilisation des paramilitaires du Bloque Cacique Nutibara ;
– De 2008 à 2010, les conflits entre groupes de gangs et de paramilitaires reprennent pour le contrôle du territoire dans différentes comunas périphériques de Medellín (109 homicides en 2009 à la Comuna 13).

## Les miliciens maîtres du territoire
De 1985 environ à 2000, la guérilla, avec les FARC, l’ELN et les milices proprement dites, comme les Milicias América Libre (Milices Amérique libre), Milicias Populares de Occidente (Milices populaires de l’Ouest), s’installent dans divers quartiers populaires de Medellín. En 1996 sont créées dans la Comuna 13 les Comandos Armados del Pueblo (CAP - Commandos armés du peuple).
Selon un témoin, ces milices populaires auraient compté jusqu’à 20 000 membres dans la Comuna 13, hommes et femmes, combattants ou non. Un tel chiffre serait énorme, rapporté à sa population, ou à celui des AUC : 30 000 ont été démobilisés pour toute la Colombie, encore certains pouvaient-ils être fictifs.
Les milices entretiennent des rapports complexes avec la population, dont elles sont en grande partie issues. Au départ, elles sont plutôt bien perçues : elles affrontent les gangs et les voyous qui contrôlaient la Comuna. Elles interdisent le trafic : la drogue ne circule plus. L’ELN et les CAP exécutent même les trafiquants s’il y en a, contrairement aux FARC, qui les chassent mais ne les tuent pas. C’est la limpieza social (nettoyage social). Elles organisent aussi des distributions, arrivent avec des camions de nourriture ou d’électroménager dont elles font la répartition. Les miliciens organisent encore des fêtes (parche Pilsen — argot colombien, quelque chose comme bringue Kro…) où les habitants vont soit par goût, soit par peur : il vaut mieux y aller…
Mais plus elles sont en force, plus les milices deviennent elles-mêmes prédatrices. Les miliciens, identifiés par le brassard de leur organisation, contrôlent la Comuna d’une main de fer, sans chercher à savoir s’ils ont affaire à des hommes, femmes, des enfants. Ils imposent le couvre-feu, occupent les rues cagoulés et armés jusqu’aux dents, recrutent plus ou moins de force. Ils ont essentiellement deux sources de revenus : les vacunas (« vaccins », c'est-à-dire racket), tel le péage imposé quotidiennement aux bus, et les « séquestrations express » (ils retiennent quelqu’un et, s’il est solvable, ne le relâchent que quand la famille a payé).
À la fin des années 1990, les FARC tiennent par exemple Nuevos Conquistadores et El Salado, L'ELN Las Independencias 1 et 2 ainsi que Villa Laura, les CAP Las Independencias 3.

## L’arrivée des paramilitaires
Le « Bloque Metro » des Autodefensas Campesinas de Córdoba y Urabá (ACCU) est créé en 1996, dirigé par Carlos García Fernández, alias « Doble Cero ». À partir de 1997, les paramilitaires commencent à prendre position sur les hauteurs sud d'Altavista et de San Antonio de Prado, d'où ils se préparent à déloger les milices de la Comuna 13.
Au premier semestre 2001 ont lieu les premières opérations de l’armée et de la police (opération Primavera en février) ainsi que des paramilitaires (attaque de El Corazón et Belencito en juillet). La guerre urbaine de la Comuna 13 a commencé. Elle durera deux ans, de 2001 à 2003. C’est une période de terreur pour la population.

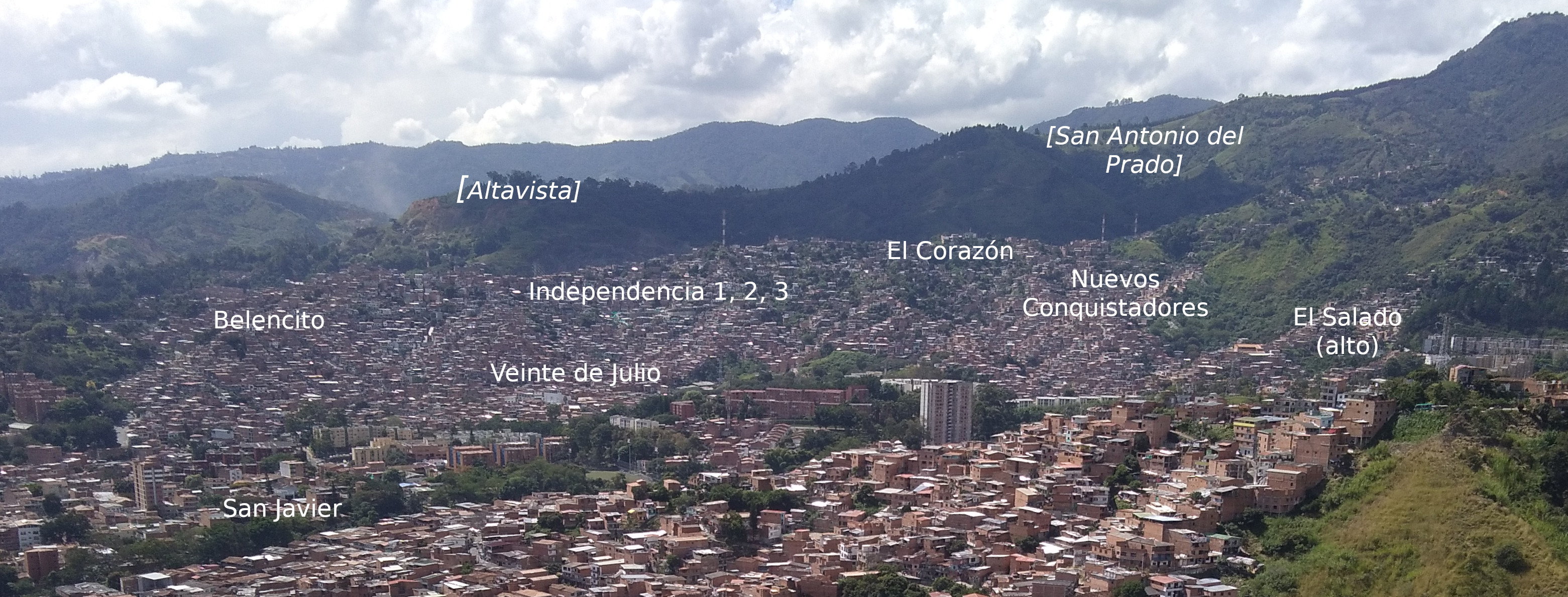
La Comuna 13 de Medellín - quartiers sud (12/2020)

Dans le courant de l’année, alors que les paramilitaires se regroupent nationalement dans les Autodefensas Unidas de Colombia et, non sans conflits meurtriers entre eux, le Bloque Metro laisse la place dans la Comuna 13 au Bloque Cacique Nutibara, dirigé par le narcotrafiquant Diego Fernando Murillo (es), alias Adolfo Paz ou Don Berna.
À la stratégie d’intégration et de contrôle des milices s’oppose la stratégie de la terreur des paramilitaires. Par tous les moyens, il faut éliminer ou déloger non seulement les miliciens, mais aussi les défenseurs des droits humains ou les leaders communautaires, quitte à arrêter ou abattre quiconque après une dénonciation sans preuve ou un comportement ambigu. On peut incendier un secteur et le vider de sa population parce que parmi elle se trouvent des miliciens ou supposés tels. Les déplacements de population se font de plus en plus nombreux, qu’ils soient dus à la peur, aux destructions ou tout simplement forcés. Sur la seule période 2001-2003, on compte 1 711 déplacements forcés, la moitié de tous les déplacements enregistrés entre 1985 et 2010.

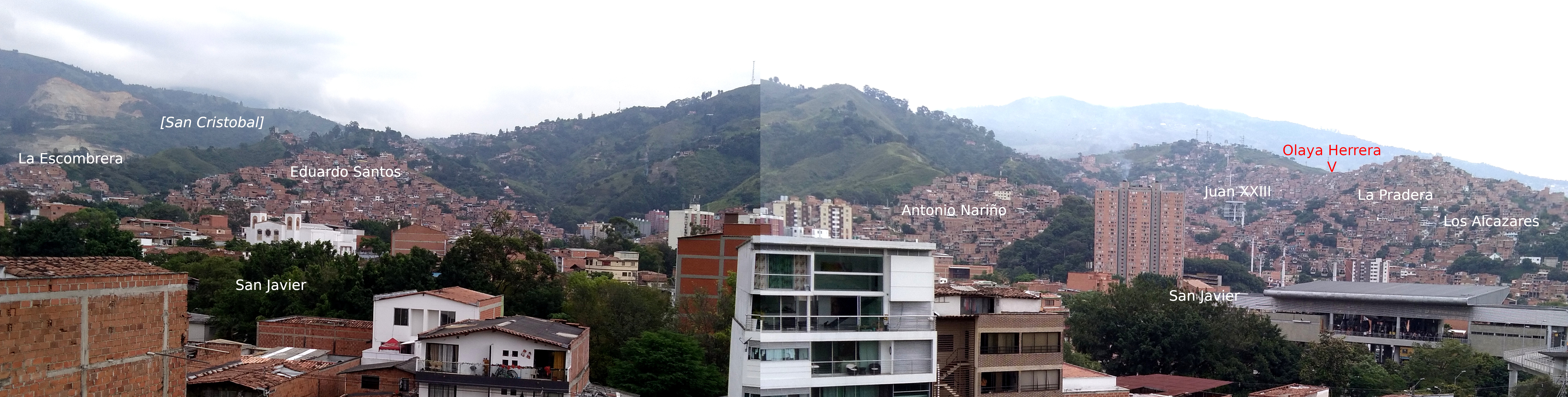
La Comuna 13 de Medellín - quartiers nord (12/2020)

Le nombre de morts suit la même évolution : de 143 en 2000, il monte à 317 en 2001 et 442 pour les seuls 9 premiers mois de 2002. Certains parlent d’un total de 1 500 morts sur la période. La responsabilité des actions violentes n’est pas toujours connue et n’est pas également répartie : 3 d’entre elles sont attribuées à la guérilla en 2001 et 8 en 2002, contre respectivement 8 et 57 aux paramilitaires, ainsi que 5 et… 1 997 à la force publique.
Les milices réagissent face à la menace des paracos. Elles durcissent leur contrôle sur la population. Mais elles ne sont pas en position de force : les paramilitaires disposent de moyens financiers importants pour s’armer, recruter, retourner des miliciens en les payant bien mieux que les milices, ce qui pose la question de leur financement. Celui-ci provient du trafic de drogue (comme c’est parfois le cas de la guérilla), de multinationales telles la Chiquita Brands International (ex-United fruit), mais aussi d’entreprises colombiennes, d’éleveurs, de propriétaires terriens… : la paraéconomie est un rouage du paramilitarisme aussi essentiel que la parapolitique.
L’armée ne manque pas non plus de moyens : les États-Unis lui fournissent en 15 ans une aide militaire de 10 milliards de dollars (c’est le 2e pays bénéficiaire de leur aide après Israël).
Dans la Comuna 13, fusillades, rançonnage, assassinats ciblés, arrestations arbitraires, séquestrations, meurtres gratuits, disparitions forcées, recrutements forcés ou leurs tentatives, morts et blessés par balle perdue, font alors partie du quotidien. Les opérations conjointes de l'armée, de la police et des paramilitaires impliquent parfois tanks et hélicoptères.
Les fusillades sont quotidiennes, elles interviennent souvent la nuit et il arrive qu’elles se poursuivent jusqu’au lendemain. Les murs sont en bois ou en brique : plusieurs habitants, parfois des enfants, sont tués par des balles qui les ont traversées. Les miliciens exécutent une femme qui aurait renseigné la police, ou un professeur d’université et son fils qui ne se sont pas arrêtés à un barrage. Les paramilitaires décapitent un milicien qu’ils ont abattu et jouent au foot avec sa tête avant de l’exposer plusieurs heures dans un grillage, ils violent une mère et sa fille dont des parents sont miliciens, avant de leur couper les seins et de les abattre.

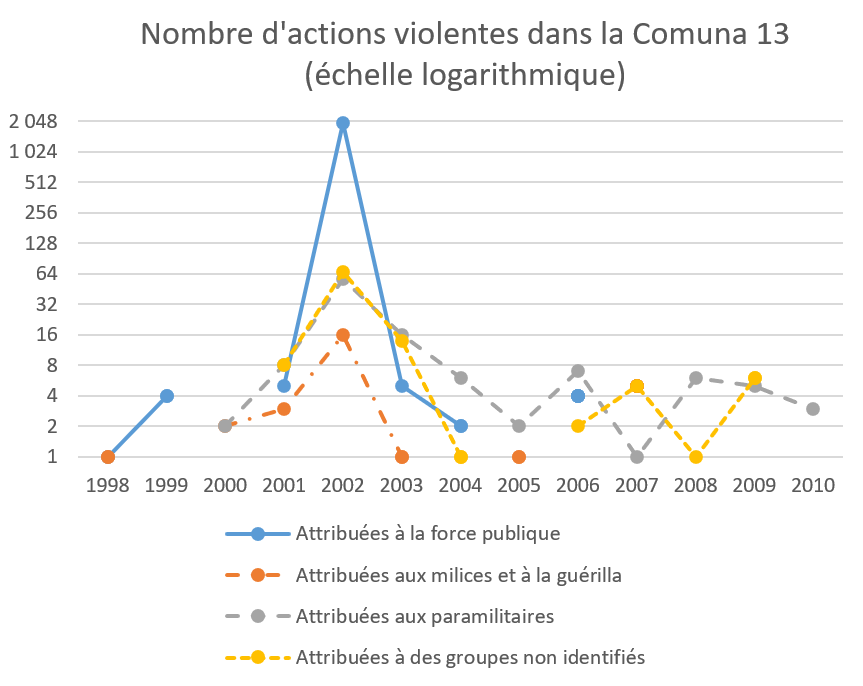
Responsabilité des différents protagonistes dans les actions violentes (l'absence de point vaut absence d'action). D'après :

La population vit un enfer. « Nous sommes au milieu d’un sandwich terrifiant », résume un leader communautaire fin mai 2002. Les manifestations et les grèves de bus se succèdent pour protester contre la violence ou le racket. Le 9 juin 2002, une marche de l’espérance réunit 2 000 habitants des quartiers Olaya Herrera, Blanquizal et Vallejuelos, qui défilent avec des drapeaux blancs pour demander l’arrêt des combats, à l’appel du père José Luis Arroyave. Celui-ci milite pour un accord de paix : il sera abattu en septembre,.
Violences de tous ordres, séquestrations, disparitions, déplacements forcés… ne sont pas les seuls aspects du drame vécu par la population. On ne travaille plus et on n’étudie plus : si un jour on arrive à sortir, le lendemain les fusillades reprennent et on se terre. La faim se répand. Les repères des enfants s’effondrent : l’autorité parentale fait place à l’autorité des groupes armés ; les enfants jouent à la guérilla et, à cause des armes, ils veulent plus tard « devenir guérilleros ». Les nouveaux logements ne trouvent pas preneur, la valeur des maisons s’écroule : on vend la sienne à moitié prix pour fuir le carnage. Une maison n’est plus un refuge : habitée, elle ne protège pas des balles perdues ; désertée, elle devient une trinchera : une tranchée, poste d’observation et de combat. Les voisins ne sont plus une présence connue et rassurante : ils peuvent être des mouchards, des combattants cachés, des espions ; la défiance est la règle. Chacun est suspect et chacun suspecte les autres. Toute la vie sociale devient dérèglement, méfiance et peur : c'est vivre deux ans au milieu d'un champ de bataille ; c'est vivre un cauchemar, réel, pour le retrouver, en rêve, quand on arrive à dormir. Malgré cela, une forte solidarité permet de tenir pour ces gens qui ont bâti côte à côte leur nouvelle vie en même temps que leur masure : on abrite, on nourrit, on aide ceux qui ont parfois tout perdu.
Il ne faudra pas moins de 17 opérations conjointes pour venir à bout des milices, dont douze sous la présidence d'Álvaro Uribe. Elles impliquent la police et l’armée, théoriquement sous le contrôle de la fiscalia (parquet) dont elles sont censées appliquer les décisions. Mais la force publique travaille la main dans la main avec les paramilitaires, entre autres parce que ceux-ci échappent à tout contrôle. Si les autorités ont nié contre toute évidence la participation des paramilitaires, plusieurs d’entre eux, ainsi que des militaires, ont par la suite confirmé et éclairé cette collaboration, y compris devant la justice, comme  Don Berna lui-même, Juan Carlos Villa Saldarriaga, alias Movil 8 ou d'autres.
Parmi ces opérations conjointes, deux se détachent par leur importance, leur dommages collatéraux et leur résultat : Mariscal en mai 2002 et Orión en octobre .

## L’opération Mariscal
Cette opération de grande envergure est déclenchée le mardi 21 mai 2002, officiellement en vue de désamorcer les actions prévues par les milices pour saboter l’élection présidentielle fixée au dimanche suivant. À 3 h du matin, 700 hommes sont déployés avec des tanks et deux hélicoptères Arpía (soit la moitié de ceux dont dispose le pays). Jusqu’à 15 h 30, ils ratissent les quartiers de Veinte de Julio, El Salado, Las Independencias I, II et III, Nuevos Conquistadores, armés de mitraillettes, secondés par des francs-tireurs postés sur les collines surplombant ces quartiers.
Alors que deux civils sont blessés dans la rue et qu’ils ne peuvent être secourus sous le feu roulant, la population commence à tendre des draps et d’autres tissus blancs, d’abord aux fenêtres, puis dans la rue : c'est la « Marche des mouchoirs blancs ».
Si on se tient aux bilans officiels, c’est l’opération la plus meurtrière de la guerre : elle fait neuf morts dont trois enfants, 39 blessés (dont 31 civils, 2 soldats, 6 policiers) et 31 prisonniers (dont 2 chefs de l’ELN).
Ce n’est qu’un succès très relatif : le nombre d’insurgés neutralisés ne dépasse pas celui d’opérations précédentes, Otoño 1 et Contrafuego, qui avaient mobilisé beaucoup moins de moyens et fait beaucoup moins de victimes civiles. En revanche, les enseignements de Mariscal seront précieux pour la préparation d’Orión, aucune des opérations menées entre juin et septembre ne se montrant plus efficace.

## L’opération Orion
Álvaro Uribe, à peine élu, prépare une guerre sans merci contre la guérilla, dans l’ensemble du pays comme dans la Comuna 13. À Medellín, celle-ci est d’ailleurs la dernière dont les milices n’ont pas été éliminées.
Le 13 octobre, après la mort de deux étudiants atteints par des balles perdues aux limites de la Comuna 13, le maire de Medellín, Luis Pérez Gutiérrez, appelle le président. Celui-ci n’attendait que cette occasion et lui envoie le jour même le commandant de l’armée, Carlos Alberto Ospina, qui vient spécialement par voie aérienne de la région de Bogotá. Dès l’après-midi, ils s’accordent sur les principes de l’intervention dans le bureau du maire.
Le 15 octobre au soir, les forces militaires et policières sont à pied d’œuvre : 450 hommes spécialisés en opérations urbaines sont prêts à combattre, ainsi que 1 000 hommes de la 4e brigade du général Mario Montoya et de la police métropolitaine du général Leonardo Gallego, sans compter les paramilitaires du Bloque Cacique Nutibara.
Le 16 à 4 h du matin, elles sont déployées sur les collines surplombant la Comuna 13, où elles se disposent en quatre anneaux de sécurité pour empêcher toute exfiltration. À 9 h du matin, elles commencent à ratisser les hauteurs de la Comuna. Elles sont appuyées par les tirs d’obus des tanks et les tirs de fusil ou de mitraillettes des francs-tireurs allongés sur les hauteurs, ainsi que par les salves de mitrailleuses et de roquettes des hélicoptères Arpía  qui arrosent les positions des miliciens.

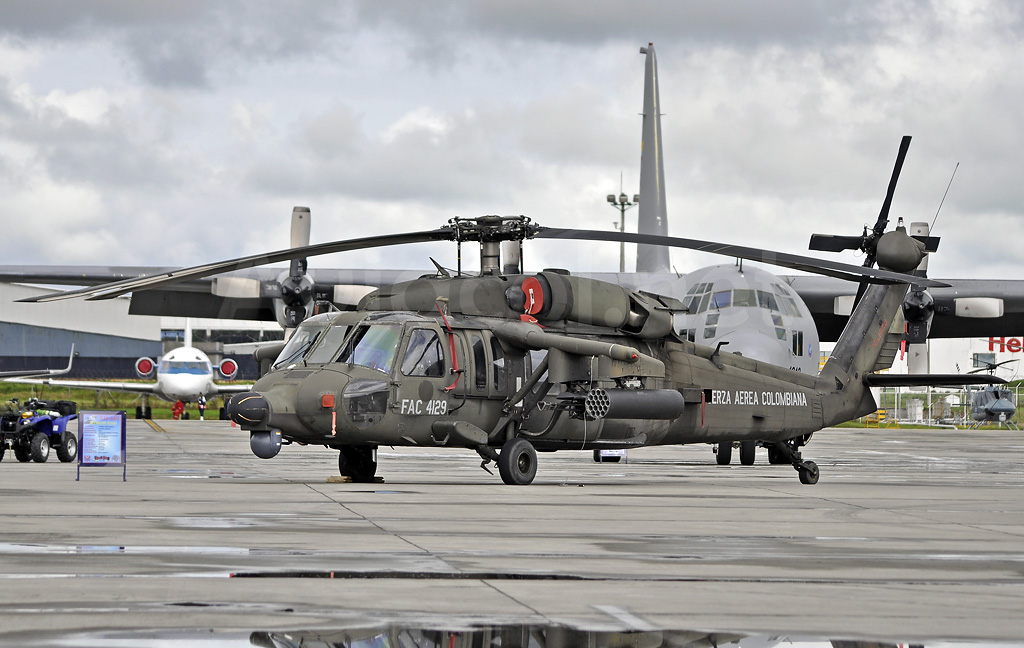
L'hélicoptère AH-60-L Arpia de la Force aérienne colombienne

Des « informateurs » au visage masqué guident la troupe et lui indiquent les miliciens et leurs maisons : ce signalement vaut arrestation immédiate, tout suspect étant aussitôt embarqué dans un camion. Ces informateurs sont des paramilitaires, qui étaient pour certains infiltrés dans les milices, pour d’autres sont des miliciens retournés, que ce soit pour avoir senti que le vent tournait ou pour des raisons financières.
La phase militaire de l’opération durera deux jours, les 16 et 17 octobre. Elle aboutit à une victoire totale sur les milices : selon le bilan officiel, l’opération fait 17 morts (4 militaires, 3 civils, 10 miliciens), 30 blessés (dont 10 militaires), 400 prisonniers aussitôt incarcérés à la Catedral, l’ancienne prison de Pablo Escobar à Envigado. Des armes sont saisies (47 revolvers, 19 fusils, 108 grenades à fusil, 6 000 cartouches) et 4 victimes de séquestration sont libérées, outre la famille d’un transfuge, séquestrée elle aussi. Mais la CINEP dresse en 2003 un bilan assez différent : elle parle de 229 miliciens arrêtés par le parquet (Fiscalía et Procuraduría), et parmi les civils de 1 mort, 8 disparus, 38 blessés et 355 arrestations ; parmi ceux-ci 170 sont poursuivis et deux seulement auront été condamnés 4 ans plus tard. Et pour l’ONG de Medellín Corporación Jurídica Libertad, 13 ans plus tard, il est considérablement revu à la hausse : 17 homicides du fait de la force publique, 71 personnes assassinées par les paramilitaires, 80 civils blessés, 12 personnes torturées, 92 disparitions forcées et 370 détentions arbitraires.
Le 19 octobre, Carlos Alberto Ospina, chef de l’armée, peut hisser le drapeau colombien sur le parvis de l’église du quartier Veinte de Julio.
Le 21 octobre, le maire Luis Pérez Gutiérrez effectue une visite très médiatisée de la Comuna, avec le général Montoya, commandant la 4e brigade, et le général Gallego, chef de la police métropolitaine. Il hisse à son tour le drapeau colombien, suivi par les fonctionnaires et par des habitants, comme pour un jour de fête nationale. Certains habitants viennent remercier les vainqueurs, en leur parlant ou en les touchant, pour avoir mis fin à deux ans de tueries et d’angoisses.
Mais cette reprise en main laisse derrière elle un champ de bataille, qu’il faut reconstruire, réparer, nettoyer, où il faut reloger les déplacés, où il faut rouvrir les commerces et les services…

## Conséquences
L'opération Orión met un terme au contrôle des milices et aux affrontements armés sur la Comuna. Force publique et paramilitaires sortent victorieux de deux ans de guerre urbaine. Dans les jours suivants, plusieurs attentats à l’explosif ou à la bouteille de gaz sont commis dans d’autres quartiers de Medellín : centre-ville, Laureles, Poblado, Manrique, Université, mais il ne s’agit que d’un baroud d’honneur.
Le choix est fait de laisser les paramilitaires finir le travail : les arrestations arbitraires, les exactions, les exécutions dureront deux mois après Orión, jusqu'en décembre. Nouveaux maîtres du territoire, les paracos exercent le pouvoir durant un an, avant d’être démobilisés en décembre 2003 sur la Comuna. Pour la démobilisation du Bloque Nutibara, le narcotrafiquant et paramilitaire Don Berna ordonne de tirer la pólvora (« feux d'artifice artisanaux ») le 1er décembre à minuit dans tous les quartiers de la ville, pour rappeler qu'il faudra toujours compter avec les paramilitaires. C'est l'origine de l'alborada (« l'aube ») toujours fêtée à Medellín depuis 2003, dont la population a certes oublié l'origine, mais qui cause chaque année de nombreux blessés, notamment des enfants,.
La démobilisation nationale des paracos interviendra en 2006. Celle-ci accorde une large impunité pour les crimes commis, bien que des sanctions soient théoriquement prévues. Certains arrestations arbitraires ont été reconnues : les frères Castaño Casa, arrêtés le 16 octobre et détenus jusqu'en août 2005, seront ainsi innocentés en 2016 et obtiendront réparation,.
Dans la communication officielle, les opérations Mariscal et Orión étaient censées être dirigées contre tous les groupes armés, AUC inclus. Cette vision d’actions de forces de l’ordre visant à rétablir l’ordre et la légalité dans une zone soumise à la violence de clans opposés est pour le moins idyllique. Forces de l'ordre et paramilitaires travaillent en coopération étroite, et l’objectif comme le résultat de la guerre sont clairement politiques : reprendre à des milices armées d'extrême gauche, au prix d’un déferlement de violence inouï, un territoire laissé à d’autres milices armées mais idéologiquement proches du pouvoir, si ce n’est liées à lui.
Le bilan humain de cette guerre urbaine est lourd : outre les dégâts matériels et économiques, elle aurait laissé 1 500 morts et plus de 1 700 personnes déplacées, dont certaines avaient trouvé refuge à la Comuna 13 pour fuir les combats de leur région.
Elle laisse en outre un nombre difficilement évaluable de disparus. Les combattants abandonnent parfois des cadavres dans les rues, mais peuvent aussi se débarrasser discrètement des corps dans des fosses communes. La plus importante est celle située à l’Arenera del Agregado, en bordure du quartier d’Eduardo Santos, plus connue sous le nom de La Escombrera (la décharge). Les paramilitaires du Bloque Cacique Nutibara, selon l’un d’entre eux, y auraient enfoui une cinquantaine de corps, la municipalité et la Coordinación Jurídica Libertad (Coordination juridique liberté) parlent, elles, de plus de 100, d'autres de 300…

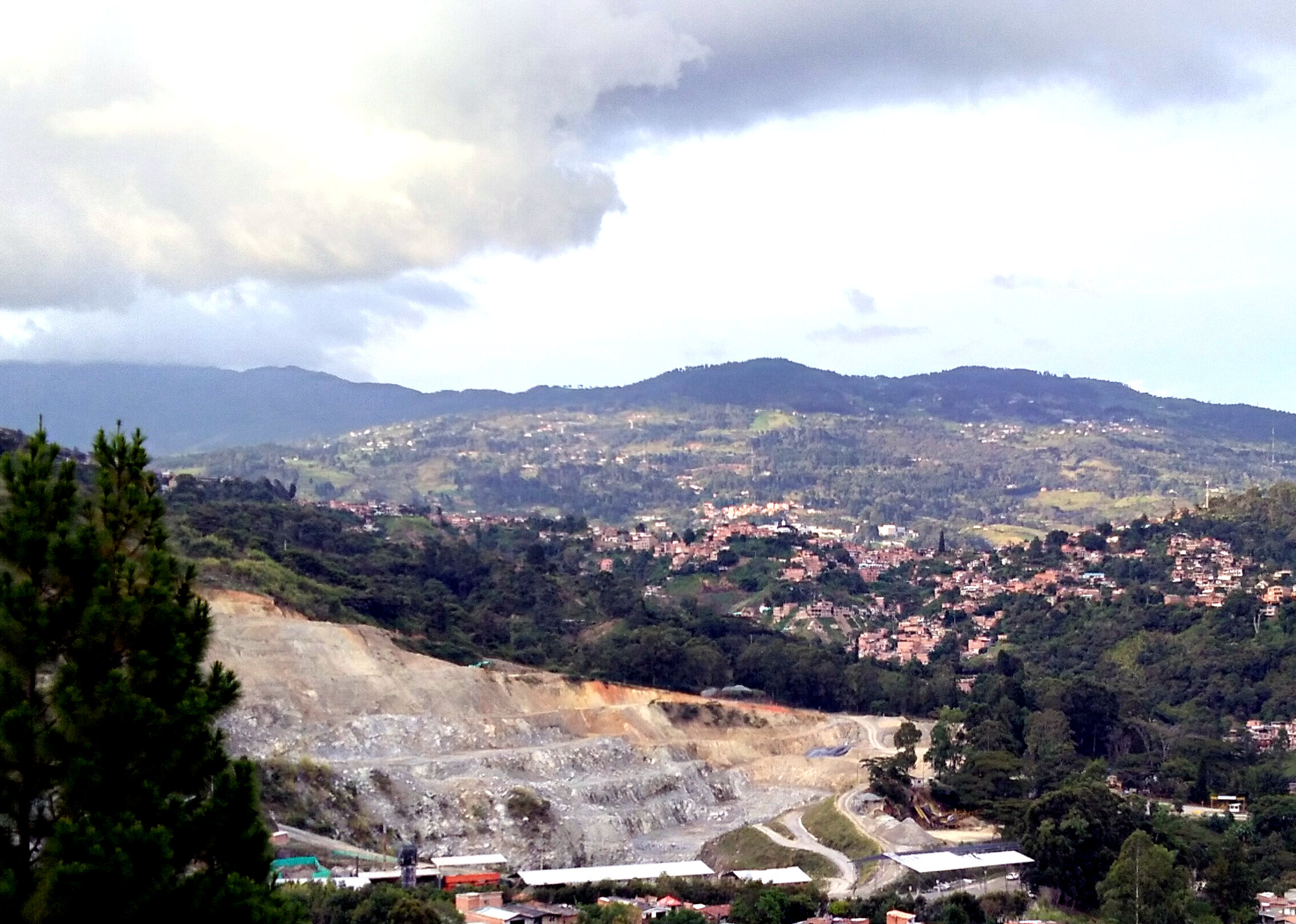
La Escombrera (Medellín), fosse commune la plus importante de Colombie (01/2021)

Après Orión et ses séquelles, la population peut-elle du moins enfin bénéficier d’une période de tranquillité, sans vivre dans l’angoisse permanente des balles perdues.

## Suites
Si la victoire militaire est totale, elle est acquise au prix de nombreuses violations des droits humains, qui pèsent toujours sur la vie publique colombienne.

### Les dénonciations contemporaines
En mai 2003, la revue Noche y niebla (Nuit et brouillard) du CINEP (Centre d’investigation et d’éducation populaire) publie le dossier « Comuna 13, la otra versión » (Comuna 13, l’autre version). Elle y documente des violations des droits humains par la force publique et les paramilitaires entre 1998 et 2002 à Medellín : 67 concernent la Comuna 13. Elle est traitée par le mépris par les pouvoirs publics : le ministre de l’Intérieur, Fernando Londoño Hoyos, ne veut y voir qu’un « mensonge monumental ».
Parallèlement, la CIDH (Commission interaméricaine des droits humains), émanation de l’OEA (Organisation des États américains), enquête sur place ; le 12 juin 2003, elle publie un communiqué faisant état d’assassinats sélectifs, de disparitions forcées, d’actes de violence et d’intimidation par les groupes paramilitaires, que la force publique a laissés faire. La commission appelle à mettre fin au contrôle des paramilitaires et à rétablir l’autorité de l’État. Est-ce parce qu’elle a été entendue que le Bloque Cacique Nutibara est démobilisé en décembre ?

### La Cour interaméricaine des droits humains
La CIDH (Cour interaméricaine des droits humains), autre organisme issu de l’OEA, est saisie par ladite commission en 2014 sur le cas de militantes des droits humains persécutées à la suite des troubles de 2002 : elles ont dénoncé les actions des groupes paramilitaires en connivence avec la force publique. La saisine indique que l’une d’elles, Ana Teresa Yarce, a été assassinée en octobre 2004 ; que deux de ses compagnes ont été menacées et déplacées de force après violation de leur domicile, et que deux autres ont été détenues arbitrairement.
Le 22 septembre 2016, la Cour condamne l’État colombien pour les privations illégales et arbitraires de liberté subies, pour n’avoir pas rempli son devoir de protection de la vie d’Ana Teresa Yarce, comme pour n’avoir pas rempli son obligation de garantir la liberté de circulation des personnes déplacées de force. Ce n’est donc pas directement pour les violations des droits humains au cours des opérations de 2002 que l’État est alors condamné, mais pour n’avoir pas protégé les militants qui les dénonçaient. Les crimes commis de part et d’autre durant la guerre urbaine restent pour leur part impunis — sauf la condamnation mentionnée ci-dessous.
Le 31 janvier 2023, la Cour interaméricaine des droits de l'homme ouvre une audience à double titre historique sur le premier cas de disparition forcée lié à l'opération Orión qui lui est soumis : Arles Edison Guzmán, emmené par des hommes en civil le 30 novembre 2002 et qui n’a jamais été revu. Or, à la suite de l’arrivée au pouvoir du premier président de gauche en Colombie, Gustavo Petro, Martha Lucía Zamora, la représentante de l’État colombien reconnaît devant le CIDH la responsabilité de l’État, qui ne l’a pas protégé et a failli à rechercher les coupables, et demande au nom de l’État le pardon de la famille du disparu.

### Les enquêtes en Colombie
L’accord de paix de 2016 entre l’État colombien et les FARC, en vue de leur démobilisation et de leur réinsertion, prévoyait la création de la JEP (Juridiction spéciale pour la paix). Celle-ci a été saisie en 2018 par des familles de victimes de disparitions forcées, afin de prendre des mesures conservatoires quant à 17 lieux utilisés comme fosses communes par les combattants durant le conflit armé, dont le plus important : la Escombrera. Mais la Escombrera s’étend sur trois hectares et a reçu depuis plus de cinq tonnes de décombres : les premières recherches effectuées sur les indications des paramilitaires Juan Carlos Villada, alias Móvil 8, ou Jorge Enrique Aguilar Rodríguez, alias Aguilar sont restées sans résultat. En 2021, 19 ans après Orión, les recherches se poursuivent sous l'autorité de la JEP.
Le 26 février 2020, la JEP exige de la municipalité, du procureur général de Colombie, de l’Institut national de médecine légale, de la Personería de Medellín et de la Commission nationale de recherche des personnes disparues des actions précises de développement des bases de données sur les victimes et leurs proches. Ceci sous cinq jours et pour une liste de 417 personnes disparues entre 1978 et 2016, qu’elle a recensées pour la seule Comuna 13.
Le 8 juillet 2020, la JEP indique que la municipalité a répondu avec une liste de 83 personnes dont les corps ont été identifiés et remis aux familles de 2016 à 2019. Elle se scandalise en revanche qu’aucun autre organisme public n’ait répondu à sa demande et la renouvelle avec un ultimatum de cinq jours. Cette seconde demande ne semble pas avoir eu plus d’effets.
Par ailleurs, les événements de 2002 ont donné lieu à deux condamnations :
- Le 9 septembre 2016, Fredi Alonso Pulgarín, alias La Pulga (« La Puce »), un des chefs des Comandos Armados del Pueblo, est condamné à 8 ans de prison par le tribunal de Justice et Paix de Medellín pour la responsabilité, qu'il reconnaît, de onze meurtres (dont celui du prêtre José Luis Arroyave Restrepo) et trois déplacements forcés[31] ;
- le 17 juillet 2019, Jorge Enrique Aguilar Rodríguez, un des chefs du Bloque Cacique Nutibara, est condamné à 26 ans de détention pour  10 homicides et 8 disparitions forcées (dont des mineurs) commis lors de l'opération Orión, et dont la plupart ont été enfouis à la Escombrera[32].

### Violence et réconciliation
Chaque 16 octobre, la Comuna 13 commémore l’opération Orión à la Escombrera, de même que les « Mères de la Candelaría » de Medellín continuent inlassablement à réclamer la vérité sur ce que sont devenus leurs maris ou leurs fils disparus au cours du conflit armé.
Aujourd’hui, le quartier de Las Independencias, un des plus meurtris par la guerre, est devenu un des principaux lieux de tourisme de la ville, autour de ses escaliers électriques et des œuvres de street art qui, depuis 2014, fleurissent là où coulait le sang des victimes (« Graffiti tour »). Ce tourisme sur les cendres d’Orión et de Mariscal a un côté morbide, mais il fait vivre les survivants…

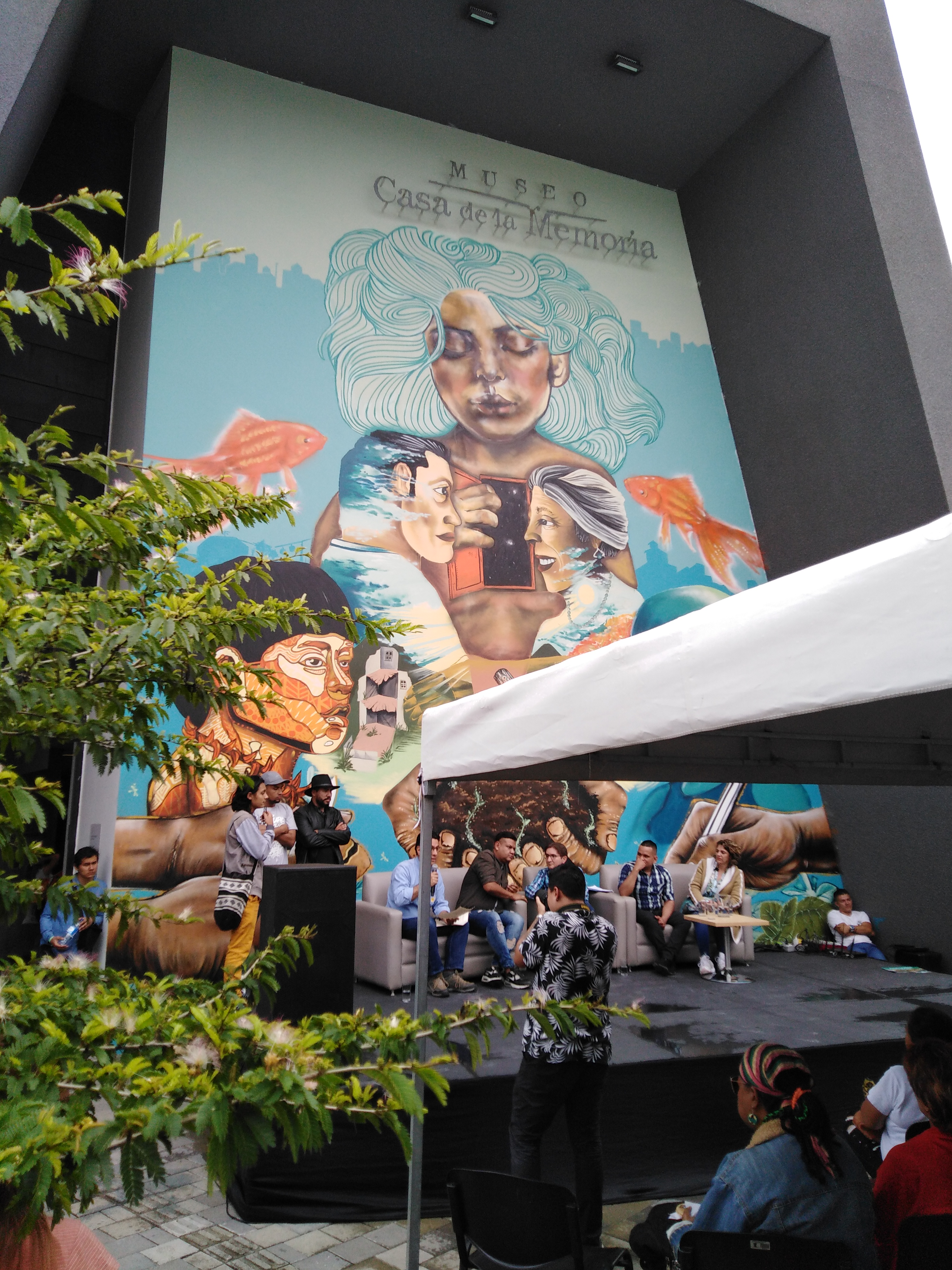
Débat Mémoire et réconciliation à la Casa de la Memoria - Medellín 2019

Près de vingt ans après la guerre urbaine, celle-ci reste une plaie douloureuse pour Medellín et la Comuna 13. D’un côté, on peut estimer que la situation de fond qui l’a créée n’a pas fondamentalement changé : les inégalités restent les plus élevées du continent après celles du Brésil, la misère dans les quartiers populaires des grandes villes n’a guère régressé en valeur relative, et la violence politique et sociale s’est juste — en partie — déplacée de l’affrontement entre guérillas et forces armées ou paramilitaires vers les massacres et les meurtres de leaders communautaires ou environnementaux.
D’un autre, on peut relever que la volonté de surmonter la violence, de travailler à une réconciliation et une résolution pacifique des conflits est porteuse d’espoir. C’est, entre autres, le travail difficile mené par la Casa de la memoria (Maison de la mémoire) de Medellín, qui entretient la mémoire du conflit — où les événements de la Comuna 13 occupent une bonne place — non pour entretenir la haine, mais pour œuvrer à la réconciliation et au renoncement à la violence.

## Chronologie
Cette chronologie retrace quelques-uns des faits marquants relatifs à la guerre urbaine menée de 2001 à 2003 dans la Comuna 13 de Medellín.
| Date                   | Lieu                                                                                         | Événement |
| Années 1990            | Medellín                                                                                     | La présence de la guérilla et des milices dans les comunas périphériques de Medellín est de plus en plus ostensible. |
| 1996                   | Comuna 13                                                                                    | Naissance des Comandos Armados del Pueblo (CAP), milice propre à la Comuna 13. |
| 1996                   | Medellín                                                                                     | Création du « Bloque Metro » des Autodefensas Campesinas de Córdoba y Urabá (ACCU) dirigées par « Doble Cero ». En avril 2012, un ex-chef des paramilitaires, Pablo Hernán Sierra García, affirme devant la justice que les ACCU ont été créées par les éleveurs d'Antioquia, dont Santiago y Álvaro Uribe Vélez (ce qu'ils nient). |
| 2000                   | Medellín                                                                                     | Sous les ordres de Carlos Castaño, qui dirige les paramilitaires regroupés désormais dans les Autodefensas Unidas de Colombia (AUC), le « Bloque Metro » fait place au « Bloque Cacique Nutibara », dirigé par Diego Fernando Murillo, par ailleurs narcotrafiquant, alias « Don Berna ». |
| Début 2001             | Comuna 13                                                                                    | Les paramilitaires, installés depuis 1997 dans la zone rurale adjacente d'Aguas frías, Altavista et San Antonio de Prado, commencent à prendre position pour s'opposer aux FARC, À l'ELN et aux CAP. C'est le début de la guerre urbaine. |
| Début février 2001     | Belencito, Corazón, Veinte de julio, El Salado                                               | Opération Primavera (Printemps) : première opération conjointe des forces armées et de police contre les FARC, l'ELN et les CAP : 18 miliciens ELN capturés. |
| Début juillet 2001     | El Corazón, Belencito et La Torre                                                            | Les paramilitaires plongent depuis leur base sur les quartiers. |
| 17 fév. 2002           | Juan XXIII                                                                                   | Assassinat de Evelio de Jesús Cadavid et son fils Jorge Alonso Cadavid par 4 membres des CAP, par arme à feu. |
| 20 fév. 2002           | Colombie                                                                                     | Le président Andrés Pastrana rompt le dialogue avec les FARC. La zone démilitarisée d'El Caguán (département de Meta) est investie, entraînant des mouvements de relocalisation des guérilleros. |
| 21 fév. 2002           | Belencito-Corazón                                                                            | Grève des chauffeurs de bus de la ligne Belencito-Corazón, harcelés par les demandes croissantes des miliciens, et par celles des paramilitaires, qui exigent d'en être les bénéficiaires (120 bus arrêtés). |
| 21 fév. 2002           | La Quiebra, La Divisa, Blanquizal                                                            | Opération Contrafuego (Contrefeu): avec 600 policiers 400 soldats et 63 parquetiers. 63 perquisitions, 5 membres des CAP abattus et 31 prisonniers,. |
| 24 fév. 2002           | Belencito, Corazón, Veinte de julio, El Salado, Juan XXIII                                   | Opération Otoño 1 (Automne 1) : implication de la Police militaire, de la 4e brigade, du CTI (Cuerpo Technico de Investigación), du DAS (Departamento Administrativo de Seguridad) 52 prisonniers. |
| Début mars 2002        | Belencito, Corazón                                                                           | 50 familles de Belencito et Corazón abandonnent le quartier face aux menaces et aux risques d'embrigadement (des deux côtés) de leurs fils. |
| Début mars 2002        | Comuna 13                                                                                    | Opération Marfil (Ivoire) : 3 prisonniers de l'ELN et 3 des FARC. |
| 7 et 8 mars 2002       | La Divisa                                                                                    | Opération Otoño 2 (Automne 2): 19 prisonniers, perquisitions, assassinat du président de la Junta de Acción Comunal (Conseil d'arrondissement ou de quartier) de La Divisa et mort d'un jeune de 14 ans, tué d'une balle perdue à travers la paroi de sa maison. |
| 24 mars 2002           | Comuna 13                                                                                    | Assassinat par des miliciens de Gloria Estella Gil, 36 ans, accusée de transmettre des informations à la police. |
| Fin mars 2002          | Comuna 13                                                                                    | Grève de chauffeurs de bus de 5 lignes (400 bus arrêtés). |
| 31 mars 2002           | Comuna 13                                                                                    | Les leaders communautaires de 8 quartiers réclament de la ville la présence d'organismes de droits humains, du Défenseur du peuple et de la Personería contre les abus des miliciens, des paramilitaires et de la force publique. |
| 17 avr. 2002           | El Salado, Veinte de Julio                                                                   | Opération Águila (Aigle). |
| 7 mai 2002             | Comuna 13                                                                                    | Attaque de l'armée, guidée par 4 informateurs en cagoule, contre la maison de 2 jeunes. Une voisine est tuée par une balle qui a traversé la cloison alors qu'elle allaitait son bébé. |
| Mai 2002               | San Antonio de Prado, à la limite de la Comuna 13                                            | Opération Horizonte II (Horizon II). |
| 21 mai 2002            | Veinte de Julio, El Salado, Independencias I, II y III, Nuevos Conquistadores                | Opération Mariscal (Maréchal) : 700 hommes, des tanks et 2 hélicoptères, mitraillettes, francs-tireurs… Selon les bilans officiels, c'est l'opération la plus meurtrière: 9 morts dont 3 enfants, 39 blessés (dont 31 civils, 2 soldats, 6 policiers, dont 1 paralysé), 31 prisonniers (dont 2 chefs ELN). |
| 23 mai 2002            | La Independencia                                                                             | Marche massive des étudiants du liceo La Independencia contre la violence. |
| Fin mai 2002           | Comuna 13                                                                                    | L'ONG Ruta pacífica envoie à la mairie une radiographie de la situation et demande une issue civile à la crise. Des leaders dénoncent la brutalité de la répression. |
| 26 mai 2002            | Colombie                                                                                     | Présidentielle : Álvaro Uribe Vélez est élu au 1er tour. Son élection marque un tournant brutal vers la « politique de sécurité démocratique » et le développement du conflit armé. |
| 31 mai 2002            | Comuna 13                                                                                    | Le bus utilisé par le maire, Luis Pérez Gutiérrez, pour inaugurer un terminal de bus est attaqué par la guérilla. En réponse, le maire annonce la construction de deux nouvelles bases de police, dont celle de El Corazón, 300 policiers supplémentaires et 500 millions pour payer informateurs et délateurs. |
| 09 juin 2002           | Comuna 13                                                                                    | « Marche de l'espérance », convoquée par le père José Luis Arroyave : 2 000 habitants des quartiers Olaya Herrera, Blanquizal et Vallejuelos défilent avec des drapeaux blancs pour demander l'arrêt des combats. Ils dénoncent, entre autres, l'assassinat de 11 étudiants d'un groupe de jeunes au cours des opérations des 27 février et 30 mars, dont certains ont été armés ou revêtus de treillis après leur mort.                                                                            |
| Mi juin 2002           | El Salado                                                                                    | José Ignacio Rúa Arango, professeur d'université et son fils ignorent un barrage de miliciens au carrefour de la Y (Veinte de Julio) et sont abattus. |
| 15 juin 2002           | El Corazón, Veinte de Julio, Vallejuelos                                                     | Opération Potestad (Puissance) : 37 perquisitions, 23 arrestations (dont 1 chef des FARC). |
| 29 juin 2002           | El Salado                                                                                    | « Samedi noir ». Une vingtaine de paramilitaires du Bloque Cacique Nutibara descendent de la crête vers 22 h 30, terrorisent la population en assassinant un habitant, en défonçant des portes et en mettant le feu à une vingtaine de maisons. 170 des 200 familles du secteur sont déplacées. |
| 15 juill. 2002         | Comuna 13                                                                                    | 6 000 élèves et 150 professeurs de 5 établissements ne peuvent effectuer la rentrée scolaire : le lycée La Independencia est occupé par les déplacés, le collège Eduardo Santos est le quartier général des miliciens, ailleurs à cause du danger. En tout, 30% des élèves sont déscolarisés. |
| Mi juillet 2002        | Blanquizal                                                                                   | Les AUC font une incursion, extirpent 4 collégiennes de chez elles et les exécutent. |
| Fin juillet 2002       | El Salado, Blanquizal, Olaya Herrera, Vallejuelos…                                           | Des combats intenses font plusieurs morts. |
| 3 août 2002            | Independencias, El Salado, Veinte de Julio, El Corazón                                       | Opération Antorcha (Torche) : la troupe est appuyée par un hélicoptère. 7 morts (4 miliciens dont on ne retrouve pas les corps, 1 jeune, 1 fillette, 1 militaire), 18 blessés (dont 5 soldats, 3 policiers et 10 miliciens), 37 prisonniers. |
| 7 août 2002            | Colombie                                                                                     | Prise de possession de Álvaro Uribe. |
| 24 août 2002           | Comuna 13                                                                                    | Grève de bus pour plusieurs jours. |
| Fin août 2002          | El Corazón                                                                                   | Nuit dantesque dans une zone tenue par les paramilitaires : un groupe de miliciens y fait incursion, faisant un mort et incendiant un bus. Les paramilitaires abattent 3 miliciens, décapitent l'un d'eux, jouent avec sa tête et l'insèrent dans le grillage d'un réservoir d'eau, où elle restera plusieurs heures. Aucun compte-rendu dans la presse. |
| 14 sept. 2002          | Las Independencias, Vallejuelos, Olaya Herrera et Blanquizal                                 | Opération Saturno (Saturne) : plusieurs membres des FARC et des CAP sont faits prisonniers. |
| 20 sept. 2002          | Juan XXIII                                                                                   | Assassinat du père José Luis Arroyave Restrepo (48 ans), qui militait pour un accord de paix, par des miliciens des Comandos Armados del Pueblo. |
| 13 oct. 2002           | Quartiers voisins : Cristóbal et Urbanización Alcázar                                        | 2 étudiants sont tués par des balles perdues à quelques heures d'intervalle : Miguel Quiroga (19 ans) et Laura Betancur (20 ans). |
| 13 oct. 2002           | Medellín                                                                                     | Sur décision d'Álvaro Uribe, réunion entre le commandant de l'armée, Carlos Alberto Ospina, et le maire de Medellín, Luis Pérez Gutiérrez, pour préparer l'occupation militaire de la Comuna 13. |
| 15 oct. 2002           | Comuna 13                                                                                    | 450 hommes spécialisés en opérations urbaines sont à pied d'œuvre et prêts à combattre, ainsi que 1 000 hommes de la 4e brigade et de la police métropolitaine. |
| 16 et 17 oct. 2002     | Belencito, Corazón, Veinte de Julio, El Salado, Nuevos Conquistadores, Las Independencias II | Première phase de l'opération Orión (Orion) : la troupe commence à investir la Comuna 13 à 4 h du matin, appuyée par des tanks et des hélicoptères de combat. Bilan officiel: 17 morts (4 militaires, 3 civils, 10 miliciens), 30 blessés (dont 10 militaires), 400 prisonniers. Bilan selon la CJL : 17 homicides du fait de la force publique, 71 personnes assassinées par les paramilitaires, 80 civils blessés, 12 personnes torturées, 92 disparitions forcées et 370 détentions arbitraires. |
| 18 au 23 oct. 2002     | Comuna 13                                                                                    | Seconde phase de l'opération Orión : poursuite du ratissage et de la traque des miliciens. |
| 19 oct. 2002           | Veinte de Julio                                                                              | Le chef de l'armée, Carlos Alberto Ospina, hisse le drapeau colombien sur le parvis de l'église. |
| 21 oct. 2002           | Comuna 13                                                                                    | Visite médiatisée du maire, avec le commandant de la 4e brigade et le chef de la police métropolitaine. Il hisse le drapeau colombien, suivi par des fonctionnaires et par des habitants, comme un jour de fête nationale. |
| Novembre-décembre 2002 | Comuna 13                                                                                    | Les semaines suivant l'opération, les escadrons de la mort entrent durant le couvre-feu dans des maisons et en tirent les habitants, tuant souvent à l'arme blanche pour éviter les détonations. Une femme et sa fille sont ainsi retrouvées mortes à la Loma, après qu'on les ait violées et qu'on leur ait coupé les seins. |
| 12 nov. 2002           | Las Independencias                                                                           | Arrestation de 2 militantes de l'AMI (Association des femmes de Las Independencias), désignées par un cagoulé. |
| 15 nov. 2002           | Comuna 13                                                                                    | Marche de 500 femmes, vêtues de noir, organisée par le collectif Ruta Pacífica (Voie pacifique) pour libérer les femmes de l'AMI. Elles seront libérées le 19 après une semaine de manifestations et de tapage constants. |
| Décembre 2002          | Comuna 13                                                                                    | Fin de la chaîne d'arrestations à la suite des dénonciations des cagoulés. |
| 1er mai 2003           | Medellín                                                                                     | Parution de Noche y niebla. Comuna 13, la otra versión. La revue documente des violations des droits humains par la force publique et les paramilitaires entre 1998 à 2002 à Medellín, dont 67 dans la Comuna 13. |
| 12 juin 2003           | Washington                                                                                   | Communiqué de presse de la Comisión Interamericana de Derechos Humanos, après qu'elle a enquêté sur place : assassinats sélectifs, disparitions forcées, actes de violence et d'intimidation par les groupes paramilitaires sans réaction de la force publique. Elle appelle à mettre fin à leur contrôle et à rétablir l'autorité de l'État. |
| 6 oct. 2004            | Comuna 13                                                                                    | Ana Teresa Yarce, militante des droits humains est assassinée après avoir dénoncé les actions des groupes paramilitaires en connivence avec la force publique au cours des opérations de 2002. |
| 9 sept. 2016           | Medellín                                                                                     | Fredi Alonso Pulgarín, alias La Pulga (« La Puce »), un des chefs des Comandos Armados del Pueblo, est condamné à 8 ans de prison par le tribunal de Justice et Paix de Medellín pour sa responsabilité, qu'il reconnaît, dans onze meurtres (dont celui du prêtre José Luis Arroyave Restrepo) et trois déplacements forcés. |
| 22 sept. 2016          | Costa Rica                                                                                   | Condamnation de l'État colombien par la Cour interaméricaine des droits de l'homme (OEA) pour des violations des droits de 5 militantes des droits humains et pour l'assassinat de Ana Teresa Yarce. |
| Juillet 2019           | Medellín                                                                                     | Un des chefs du Bloque Cacique Nutibara, Jorge Enrique Aguilar Rodríguez, alias « Aguilar », est condamné à 26 ans de détention pour 10 homicides et 8 disparitions forcées (dont des mineurs) commis du 16 octobre au 18 décembre 2002 dans la Comuna 13, et dont il reconnaît que la plupart ont été enfouis à la Escombrera. |